# 워싱턴 힐튼
워싱턴 힐튼은 워싱턴 D.C.에 위치한 힐튼 호텔이다. 코네티컷 애비뉴 N.W. 1919번지에 위치하며, 대략 칼로라마 하이츠, 듀폰트서클, 애덤스 모건 지역의 경계에 있다.

## 역사
이전 오크 론 부지에 위치한 워싱턴 힐튼은 건축가 윌리엄 B. 타블러가 설계하고 Uris Buildings Corporation이 개발했다. 1962년 6월 25일에 기공식이 열렸고 3년 후인 1965년 3월 25일에 공식적으로 개장했다. 호텔 건물은 독특한 이중 아치형 디자인을 특징으로 한다. 이 호텔은 오랫동안 도시에서 가장 큰 기둥 없는 호텔 볼룸을 자랑했다. 백악관 출입기자단과 라디오 텔레비전 출입기자단의 연례 만찬, 국가 기도 조찬회 등 수많은 대규모 행사가 힐튼 워싱턴에서 정기적으로 개최되었다.
1960년대와 1970년대 동안 이 호텔은 도어스와 지미 헨드릭스를 포함한 많은 유명 음악가들의 대규모 볼룸 콘서트를 주최했다. 1972년에는 새로운 아파넷 기술을 시연한 첫 국제 컴퓨터 통신 컨퍼런스가 열렸다.
이 호텔은 1981년 3월 30일 존 힝클리 주니어가 로널드 레이건 대통령에 대한 암살 시도가 발생한 장소였다. 이 시도는 호텔의 T 스트리트 NW 출구에서 일어났다. 그 결과, 호텔은 때때로 지역 주민들 사이에서 힝클리 힐튼으로 구어적으로 불린다.
이 호텔은 1998년 힐튼 워싱턴으로 이름이 변경되었다. 2007년 6월에는 전 프로 농구 선수 매직 존슨이 공동 소유한 투자 회사에 인수되었다. 2009년부터 2010년까지 1억 5천만 달러의 리노베이션을 거쳤다. 완료 후 호텔은 원래 이름으로 돌아갔다.